# Roodkinlori
De roodkinlori (Vini rubrigularis synoniem: Charmosyna rubrigularis) is een vogel uit de familie Psittaculidae (papegaaien van de Oude Wereld).

## Verspreiding en leefgebied
Deze soort is endemisch op de Bismarck-archipel, een groep eilanden ten noordoosten van en behorend tot Papoea-Nieuw-Guinea.